# 재어휘화
재어휘화(再語彙化, Relexification)란 한 언어가 문법체계의 변화없이 기본 어휘를 포함한 어휘 체계 전반을 다른 언어의 것으로 크게 물갈이하는 것을 말한다. 피진, 크리올, 혼합 언어 등의 발전과정을 설명할 때 쓰이는 용어이다. 재어휘화는 다른 언어로부터 일부 어휘를 받아 보충하는 차용과는 다르다.

## 언어 탄생과 재어휘화 가설
재어휘화는 언어 접촉의 하나로서, 문법은 기층어로부터, 어휘는 상층어로부터 받아 언어를 재구성한다. 이러한 재어휘화를 거친 언어로서 혼합 언어인 미치프어, 메디아 링구아, 가리푸나어 등을 들 수 있다.

## 인공어와 자곤(jargon)
인공어 문맥에서 재어휘화는 언어 창작자가 특정 언어(거의 대부분 자신의 모어)의 문법틀을 바탕으로 어휘만을 재구성하여 새 언어(인공어)를 만들어내는 것을 말한다.